# 오비스산
오비스산(영어: Mount Ovis)은 미국 뉴욕주의 쿠퍼스타운에 있는 산이다. 모 연못이 이 산의 서쪽에 위치하고 있다.